# セロ (潜水艦)
セロ (USS Cero, SS-225) は、アメリカ海軍の潜水艦。ガトー級潜水艦の14番艦。艦名は西インド諸島に生息するサバ科サワラ属の魚セロ・マッケレルに因む。その名を持つ艦としては2隻目。

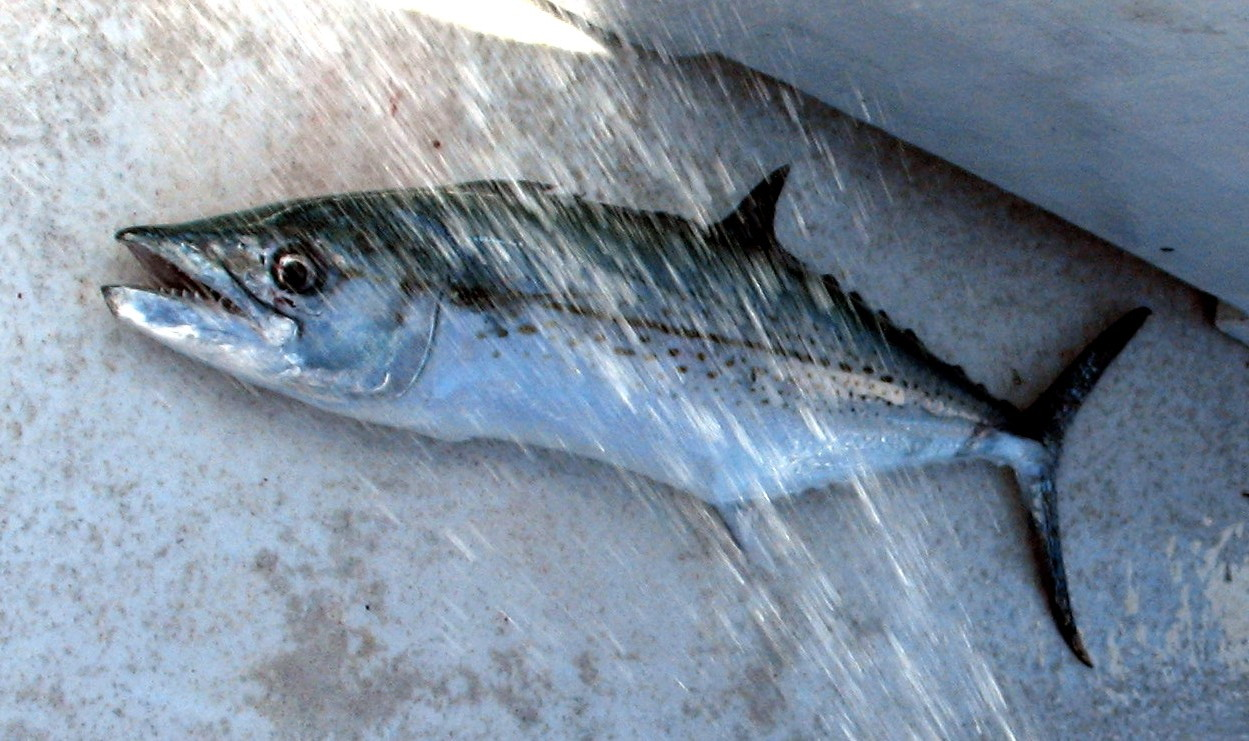
セロ・マッケレル（Cero mackerel）

## 艦歴
「セロ」はコネチカット州グロトンのエレクトリック・ボート社で起工する。1943年4月4日にD・E・バーベイ夫人によって進水し、艦長デヴィッド・C・ホワイト中佐（アナポリス1927年組）の指揮下、1943年7月4日に就役する。8月17日にニューロンドンを後にして真珠湾に向かった。

### 第1の哨戒 1943年9月 - 11月
9月26日、最初の哨戒で東シナ海および黄海方面に向かった。この時、アメリカ海軍で最初のウルフパックが編成され、「セロ」は「シャード (USS Shad, SS-235) 」および「グレイバック (USS Grayback, SS-208) 」とともに、「セロ」に乗艦したチャールズ・モンセン司令の指揮下で行動することとなった。10月12日未明、「セロ」は北緯28度30分 東経137度28分 / 北緯28.500度 東経137.467度の父島の西南西300海里の地点で3隻の輸送船と2隻の駆逐艦を発見。9,500トン級輸送船、6,000トン級輸送船および5,000トン級輸送船に対し魚雷を6本発射し、3つの命中を確認する。深深度潜航で爆雷攻撃に備えたのち、正午前の二度目の攻撃で、最初の攻撃で航行不能となった9,500トン級輸送船に対して魚雷を3本発射し、3本とも命中させたが沈む気配も何も起こらなかった。この時雷撃されたのは第3009甲船団に加入していた特務艦「間宮」であり、「間宮」は後部を大破し、丁四号輸送作戦に従事中の軽巡洋艦「五十鈴」などの救援を受けた。
10月27日未明、「セロ」は前夜に会合した「シャード」が「グレイバック」とともにマ08船団を攻撃していることを示す複数の魚雷爆発音を聴取するが、おこぼれにすらありつくことが出来なかった。11月4日夜、「セロ」は北緯32度50分 東経125度57分 / 北緯32.833度 東経125.950度のソコトラ岩近海で第111船団を発見し、北緯32度28分 東経125度18分 / 北緯32.467度 東経125.300度の地点に至った所で、船団の先頭船3隻や船団から後落していた陸軍輸送船「旭光丸」（山下汽船、6,783トン）に対して魚雷を計9本発射し、10,000トン級輸送船に1本、7,500トン級輸送船に2本命中したと判断されたが、「旭光丸」を初め第111船団に被害はなかった。11月11日には北緯30度50分 東経150度17分 / 北緯30.833度 東経150.283度の地点で特設監視艇に対して、4インチ砲と機銃による攻撃を行った。11月16日、「セロ」は52日間の行動を終えてミッドウェー島に帰投。艦長がエドワード・F・ディセット少佐（アナポリス1934年組）に代わった。

### 第2、第3、第4の哨戒 1943年12月 - 1944年6月
12月13日、「セロ」は2回目の哨戒でトラック諸島およびニューギニア方面に向かった。トラックとカビエン間の航路を哨戒し、12月23日には北緯03度10分 東経150度45分 / 北緯3.167度 東経150.750度の地点で愛宕型重巡洋艦を発見し追跡を行うが、駆逐艦と航空機の出現により追跡は継続できなかった。この哨戒で攻撃機会はなく、哨戒終了後はミルン湾に行くよう命令された。1944年1月12日、29日間の行動を終えてミルン湾に帰投した。
2月4日、3回目の哨戒でカロリン諸島方面に向かった。2月16日午後、北緯00度10分 東経147度34分 / 北緯0.167度 東経147.567度の地点で6,000トン級輸送船と2隻の護衛艦を発見。追跡の上、日付が2月17日になってから北緯00度53分 東経146度26分 / 北緯0.883度 東経146.433度の地点で魚雷を4本発射し、1本を海軍徴傭船「常山丸」（拿捕船/東亜海運委託、1,086トン/旧英船チャン・シャン）に命中させて撃沈した。
翌2月18日午前にも北緯02度43分 東経143度48分 / 北緯2.717度 東経143.800度の地点で輸送船団を発見したが、顔ぶれは前日に攻撃した船団に酷似していた。近在の「ピート (USS Peto, SS-265) 」と連携して1日以上かけて船団を追跡し、2月19日夜に北緯03度22分 東経138度28分 / 北緯3.367度 東経138.467度の地点で浄宝縷丸（じょほうるまる）級輸送船に対して魚雷を6本発射。魚雷は2本が命中して目標は沈没したと判断された。
2月21日午前にも南緯00度18分 東経139度42分 / 南緯0.300度 東経139.700度の地点で8,600トン級輸送船と6,000トン級輸送船からなる輸送船団を発見し、午前に2つの目標に対して魚雷を6本発射して1つの命中を確認する。午後にも8,600トン級輸送船に対して魚雷を3本発射し、1つの命中を確認したが損傷どまりであると判断された。この8,600トン級輸送船は行き足を止め、「セロ」は2月22日早朝に三度目の攻撃で魚雷を4本発射したが、目標が止まって爆発音も聴取したにもかかわらず魚雷は命中しなかった。一連の攻撃で、陸軍輸送船「八州丸」（朝鮮郵船、2,655トン）が損傷した。2月27日、「セロ」は23日間の行動を終えてミルン湾に帰投。翌日出港してブリスベンに回航され、3月2日に到着した。
4月3日、4回目の哨戒で「レイ (USS Ray, SS-271) 」とともにパラオ方面に向かった。4月8日から10日までは、ホーランジアの戦いに先立ってタナメラ湾に偵察部隊を送り込む特別任務に就く。特別任務の終了後は、1ヵ月以上も好目標になかなかめぐり合わなかったが、5月21日に北緯00度15分 東経128度59分 / 北緯0.250度 東経128.983度の地点で中型輸送船と護衛艦を発見し、魚雷を4本発射して1つの命中を確認する。2日後の5月23日朝、北緯02度38分 東経128度08分 / 北緯2.633度 東経128.133度のモロタイ島西方海域カウ湾口で、セブ島からハルマヘラ島に向かうH26船団を発見。H26船団に対しては前日5月22日に「レイ」が攻撃を行い、輸送船「天平丸」（白洋汽船、6,094トン）を撃沈していた。7時32分、「セロ」は船団に対して魚雷を6本発射し、輸送船「大順丸」（大阪商船、2,825トン）に1本が命中して、同船は曳航の甲斐なく爆発して沈没。また「レイ」と共同でタンカー「建和丸」（日東汽船、6,384トン）を撃破した。6月2日、「セロ」は60日間の行動を終えてマヌス島ゼーアドラー湾に帰投した。

### 第5、第6の哨戒 1944年6月 - 11月

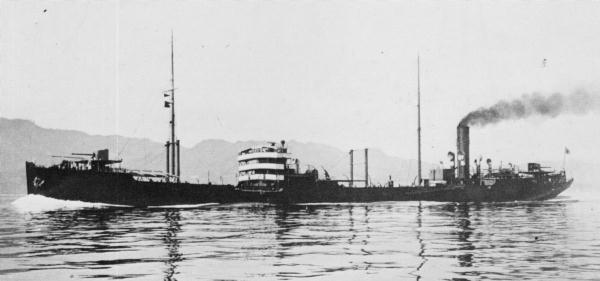
特務艦「鶴見」（1922年）

6月26日、5回目の哨戒でフィリピン方面に向かった。7月1日、北緯05度15分 東経125度38分 / 北緯5.250度 東経125.633度の地点でダバオからタラカン島に回航途中の戦艦「扶桑」と駆逐艦「朝雲」「満潮」「野分」を発見するが、約22,000ヤード (20 km) まで接近するのが精一杯だった。7月22日には北緯05度10分 東経128度37分 / 北緯5.167度 東経128.617度の地点で1,000トン級小型輸送船と護衛艦を発見し、夜に入って魚雷を6本発射したが命中しなかった。8月5日、北緯05度53分 東経125度41分 / 北緯5.883度 東経125.683度のダバオ・デル・スル州カヤポンガ北東20キロのダバオ湾口で特務艦「鶴見」を中心とする輸送船団を発見し、セロは船団を東側に見る体勢で襲撃運動を開始。11時13分に「鶴見」に対して魚雷を6本発射し、うち4本が命中して11時30分に横転沈没した。8月20日、56日間の行動を終えてブリスベンに帰投した。この後、9月13日にブリスベンを出港し、9月18日にダーウィンに到着した。
9月19日、6回目の哨戒でミンダナオ島方面に向かった。10月17日、第一の特殊任務のためビアク島南東のミオス・ウンディ島に立ち寄り、16名の陸軍兵士と17tの物資、2名の海軍士官を受け入れた。これら兵員と物資は、ルソン島西岸部中のうち北緯16度49分04秒 東経120度19分00秒 / 北緯16.81778度 東経120.31667度のダリガヨス入り江と、北緯17度17分02秒 東経120度24分05秒 / 北緯17.28389度 東経120.40139度のサンチャゴ・カーヴ、北緯15度01分05秒 東経121度32分05秒 / 北緯15.01806度 東経121.53472度のルソン島東部マサンガ川河口付近の3箇所に揚陸することになっていた。折りしもレイテ沖海戦直前であり、「セロ」は「ギターロ (USS Guitarro, SS-363) 」が接触した栗田健男中将の艦隊に関する情報を受信しつつ、目的地へと向かう。10月25日朝、第一の目的地であるダリガヨス入り江に到着するが、合図の信号が見つからなかった上に日が昇って日本の航空機の姿がいくつか見受けられるようになった。「セロ」は潜航して機をうかがい、夜になって浮上して場所を変えての揚陸を試みたが上手くゆかず、やがて「コッド (USS Cod, SS-224) 」が海軍徴傭船「浅間丸」（日本郵船、16,975トン）などを含んだモマ04船団を発見したため、特殊任務を中断してその迎撃へと向かったが、モマ04船団に対する攻撃は出来なかった。10月26日夜と10月27日夜にも揚陸のための接触を試みるが、後者では機をうかがっている時に北緯16度58分 東経120度18分 / 北緯16.967度 東経120.300度の地点で2隻の100トン級海上トラックが出現し、4インチ砲と40ミリ機関砲、20ミリ機銃で命中弾を与えて座礁させた。10月28日に至っても接触できなかったため、第二の目的地であるサンチャゴ・カーヴに移動することとなった。10月29日朝にサンチャゴ・カーヴに到着した「セロ」は早速信号を取り交わすが、陸上側ではプランとは違う信号を出したり、現地の人間が海岸に出てきて「セロ」をただ観察するのみだった。翌10月30日朝にも接触を試みるが成功せず、損傷した10,000トン級輸送船を中心とする輸送船団攻撃に移った。夜にも接触を試みたが応答はなく、第三の目的地であるマサンガ川河口に向かった。11月2日夜にマサンガ川河口に到着し、この時は現地ゲリラとの接触も上手く行き、兵士と物資を無事に揚陸。その代わりに3人の兵員と1人の子供を引き取った。4人の内訳は次のとおり。
- 空母「プリンストン (USS Princeton, CVL-23) 」乗り組みで、9月21日の戦闘で墜落してルソン島北部に着地したウィリアム・ランブ大尉
- 空母「イントレピッド (USS Intrepid, CV-11) 」乗り組みで、10月29日の戦闘で墜落してルソン島東部に着地したダン・ノートン少尉
- 開戦劈頭のフィリピンの戦いで日本軍の捕虜となり、1944年に脱獄したアール・スチール陸軍上等兵
- 「ジェームス・バーネット中佐の息子」と名乗る12歳の子供

任務終了後、11月3日に「日本の呂号潜水艦」から雷撃を受けたが回避した。11月4日ルソン海峡に到達し、11月14日にサイパン島タナパグ湾に寄港。11月24日、62日間の行動を終えて真珠湾に帰投。メア・アイランド海軍造船所でオーバーホールに入った。また、艦長がレイモンド・バートン少佐（アナポリス1938年組）に代わった。オーバーホールを終えた「セロ」は1945年3月18日に真珠湾に戻った。

### 第7、第8の哨戒 1945年3月 - 7月
3月31日、7回目の哨戒で日本近海に向かった。この時期は日本側には目ぼしい船舶は残っていなかったとはいえ、「セロ」は多くの戦果をあげた。4月19日には北緯31度08分 東経136度59分 / 北緯31.133度 東経136.983度の地点で特設監視艇「第三五十鈴丸」（後藤商店、74トン）を発見し、魚雷を2本発射して1本を命中させて撃沈。
4月22日にも北緯31度38分 東経139度00分 / 北緯31.633度 東経139.000度の地点で特設監視艇「網地丸」（辺見安之助、107トン）ともう1隻の特設監視艇を発見し、1本のMk27誘導魚雷による攻撃を行ったものの成功せず、浮上しての砲撃で網地丸を撃沈してもう1隻を敗走させた。4月29日7時58分には北緯39度15分 東経144度58分 / 北緯39.250度 東経144.967度の釜石湾沖150度24海里の地点でタンカー「大修丸」（大阪商船、6,925トン）を発見し、魚雷を4本発射して1本しか命中しなかったが、同船は爆発を起こして6分ほどで沈没した。5月4日には北緯39度28分 東経142度04分 / 北緯39.467度 東経142.067度の魹ヶ埼灯台183度4.5海里の地点で3隻の輸送船からなる輸送船団を発見し、輸送船「神変丸」（藤山海運、884トン）に対して魚雷を2本発射して1本を命中させ、二度目の攻撃でも魚雷を2本発射したが命中しなかった。さらにMk27誘導魚雷を護衛艦に向けて発射したが、これも命中しなかった。それでも最初の攻撃による損傷により「神変丸」は沈没した。5月6日正午ごろに北緯39度06分 東経141度56分 / 北緯39.100度 東経141.933度の地点で発見した中型輸送船に向けて発射された3本の魚雷は命中しなかったが、5月13日には北緯39度07分 東経141度57分 / 北緯39.117度 東経141.950度の気仙郡吉浜村沖で輸送船「神南丸」（拿捕船/栗林商船委託、1,025トン/旧米領フィリピン船アーガス）を発見して魚雷を3本発射し、1本が命中して撃沈した。5月20日夕刻には北緯37度40分 東経143度12分 / 北緯37.667度 東経143.200度の地点でトロール船を発見し、Mk27誘導魚雷を1本発射したが命中しなかった。深夜に入ってから北緯38度06分 東経142度24分 / 北緯38.100度 東経142.400度の金華山灯台沖で捕鯨船「第五関丸」（西大洋漁業、377トン）を発見して魚雷を2本発射し、1本は確実に命中してもう1本も命中と推定され、これを撃沈した。5月27日、56日間の行動を終えてグアム島アプラ港に帰投した。
6月27日、8回目の哨戒で日本近海に向かった。この哨戒では近日第38任務部隊（ジョン・S・マケイン・シニア中将）による大規模な空襲が実施される予定なので、主に搭乗員救助と日本側の出方を探る監視役の役目を担った。7月15日、「セロ」は搭乗員3名を救助した後、尻屋埼灯台を艦砲射撃して損害を与えた。3日後の7月18日、北緯45度14分 東経148度41分 / 北緯45.233度 東経148.683度の択捉島の沖合いに移動して哨戒していたが、突然天山の爆撃を受けた。「セロ」は深度130メートルにまで避退して爆撃を避けたつもりだったが、それでも被爆した。潜望鏡が使用不可能となり、セロの内部機材やジャイロコンパスが破壊され船体自体もねじれてしまった。「セロ」は任務続行を断念した。7月30日、33日間の行動を終えて真珠湾に帰投した。

### 戦後
「セロ」は帰還する途中の1945年11月5日にニューオーリンズに寄航した後、1946年6月8日にニューロンドンに到着、予備艦となった。1952年2月4日に再就役し、キー・ウェストを母港として主にカリブ海で海軍のソナー訓練の支援を行った後、1953年12月23日に再び退役。ニューロンドンに係留された。1960年からはミシガン州デトロイトにある海軍予備役訓練センターで、前年に除籍された「タンバー (USS Tambor, SS-198) 」の後継艦として1967年まで予備役訓練艦の任務に就いた。訓練艦任務を「パイパー (USS Piper, SS-409) 」に譲って後、1970年にスクラップとして売却された。
「セロ」は第二次世界大戦終結までに8回の哨戒を行い、これらの戦功で7個の従軍星章を受章した。行った8回の哨戒のうち、第2回以外で戦果を挙げ、総トン数18,159トンの船舶を撃沈した。